# Freyburg (Unstrut)

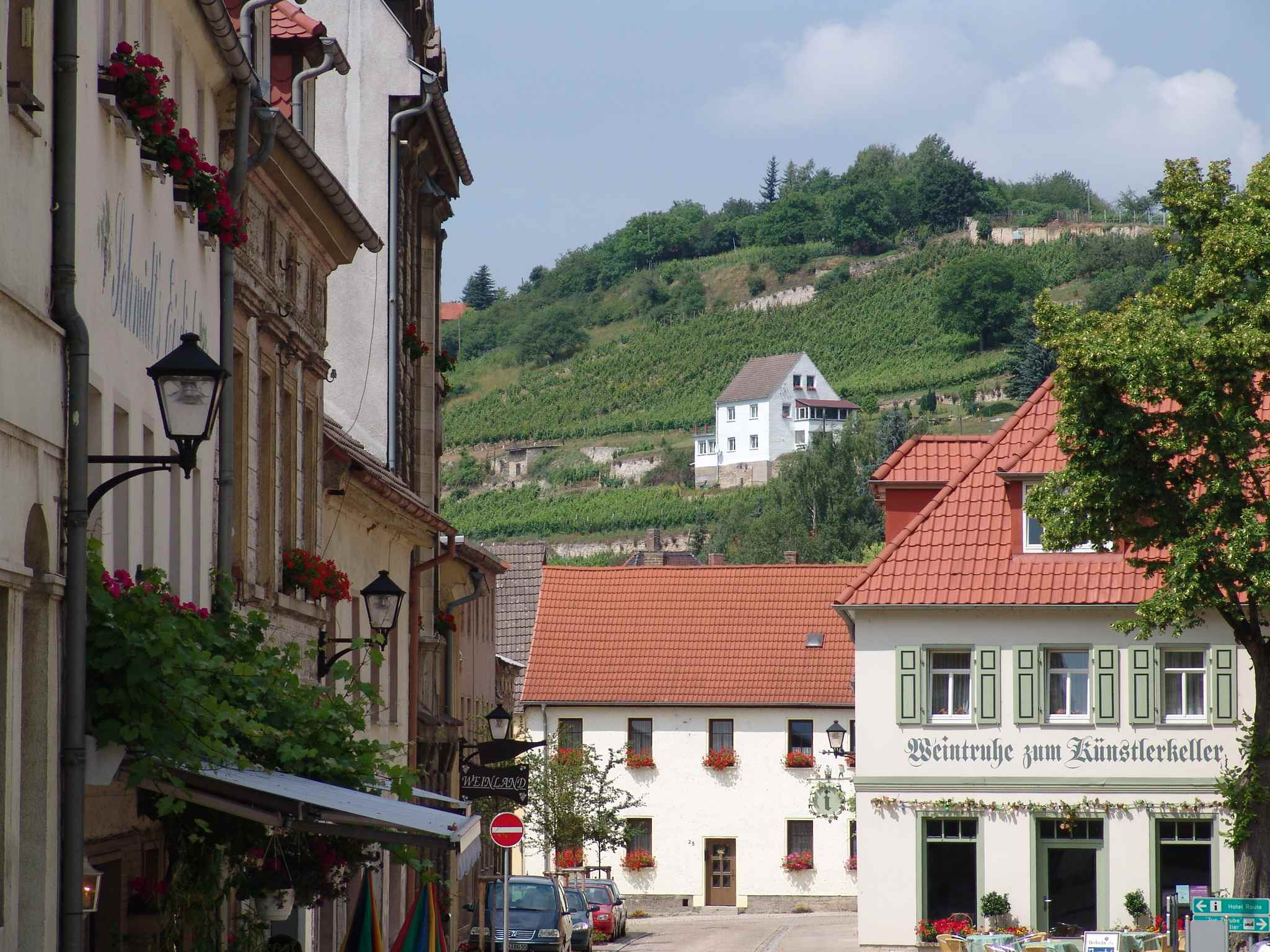
Widok z rynku

Freyburg (Unstrut) − miasto w Niemczech, w kraju związkowym Saksonia-Anhalt, w powiecie Burgenland, siedziba gminy związkowej Unstruttal.
1 lipca 2009, gdy do miasta przyłączono gminy Pödelist, Schleberoda, Weischütz i Zeuchfeld, powierzchnia miasta zwiększyła się z 23,92 do 46,54 km².
Miasto znajduje się na obszarze regionu winiarskiego Saale-Unstrut.

## Geografia
Freyburg (Unstrut) leży na północ od Naumburg (Saale), nad rzeką Unstrutą.
Dzielnice miasta:
- Dobichau
- Nißmitz
- Pödelist
- Schleberoda
- Weischütz
- Zeuchfeld
- Zscheiplitz

## Zabytki
- kościół św. Marii – z pierwotnie późnoromańskiej, trójnawowej bazyliki z 1225 roku zachowała się wieża środkowa i dwuwieżowy front zachodni z przedsionkiem.  Wewnątrz XV-wieczny ołtarz mariacki i chrzcielnica z 1592 roku[2].

## Osoby urodzone we Freyburg (Unstrut)
- Ernst Neufert – niemiecki architekt

## Współpraca
Miejscowość partnerska:
- Nierstein, Nadrenia-Palatynat[3]